# Спомен-парк Три хероја
Спомен-парк Три хероја или Народних хероја налази се у центру Смедерева у близини зграде Градске управе Смедерево, између улица деспота Стефана, деспота Ђурђа и деспота Гргура. 
У парку се налазе спомен-бисте народних хероја смедеревског краја погинулим у Другом светском рату — Ивана Стефановића Србе (1912–1948), Миливоја Стојковића Миће (1919–1943) и Светомира Младеновића Свете (1916–1942).
Ово спомен обележје подигнуто је 1955. године, поводом десетегодишњице завршетка рата, а свечано је отоврено 4. јула на Дан борца. Бисте народних хероја су рад вајара Александра Зарина.

## Изглед парка
Парк је окружен са три улице — на западу улицом деспота Стефана, на северу деспота Ђурђа и на истоку деспота Гргура, а на југу се налази зграда. Парк је отворен током целе године и о њему се стара ЈКП Зеленило и гробља Смедерево. У парку постоји и дечје игралиште са неколико справа.